# Bodrog (Somogy)
Bodrog es un pueblo ubicado en el distrito de Kaposvár, en el condado de Somogy, Hungría.

## Superficie
Posee una superficie de 14,78 kilómetros cuadrados.

## Demografía
Hasta 2019 la población era de 347 habitantes, con una densidad de población de 23,48 habitantes por kilómetro cuadrado.